# رم (تگزاس)
رم، تگزاس(به انگلیسی: Rhome, Texas) شهری در ایالت تگزاس از ایالات جنوبی ایالات متحده آمریکا است. در سرشماری سال ۲۰۰۰، جمعیت این شهر ۵۵۱ نفر اعلام شد.